# Vaughanella oreophila
Espèce
Statut CITES
Vaughanella oreophila est une espèce de coraux appartenant à la famille des Caryophylliidae.